# Grundlagberedningen
För Grundlagsutredningen (2004-2008), se Grundlagsutredningen.
Grundlagberedningen (GB) kallade sig den utredning, som bildades 1966 och hade som uppdrag att utarbeta förslag till en ny regeringsform i Sverige. Dess slutbetänkande SOU 1972:15 var grunden till den proposition som ledde fram till antagandet av 1974 års regeringsform.
Grundlagsfrågan debatterades under 1950- och 60-talen. Många ansåg att det inte fanns anledning att ändra den dåvarande regeringsformen, eftersom den hade fungerat utan problem hittills och utvecklingen mot demokrati och parlamentarism hade varit lugn och lyckosam. Andra ansåg att det var en brist att regeringsformen i sin ordalydelse fortfarande stadgade en maktdelning av ett slag som inte längre var aktuell, medan parlamentarismen endast byggde på den konstitutionella praxis som hade utvecklats under 1900-talet. En tidigare utredning, Författningsutredningen, hade lagt fram sitt slutbetänkande 1963 (1963:16-18) men hade inte varit enig. I dess slutbetänkande fanns därför både ett förslag med en enkammarriksdag och ett förslag med en tvåkammarriksdag.
Efter överläggningar mellan de fyra stora partierna i riksdagen, tillsattes grundlagberedningen. Ordförande blev landshövding Valter Åman. Från början inriktade sig beredningen främst på hur parlamentarismen skulle kunna skrivas in i grundlagen samt frågor om kammar- och valsystem. Efter betydande förluster för socialdemokraterna i kommunalvalen 1966 (som påverkade sammansättningen i riksdagens första kammare) kom man också till en uppgörelse om valsättet. I ett delbetänkande i maj 1967 (SOU 1967:26) förespråkades därför ett valsystem som byggde på en nästan exakt proportionalitet över hela landet för partier som hade fått minst fyra procent av de avgivna rösterna. Samtidigt skulle man lägga riksdags- och kommunalval samtidigt, för att på ett annat sätt garantera det så kallade kommunala sambandet. Frågan om hur regering skulle bildas och vilken roll statschefen skulle ha löstes däremot inte förrän i augusti 1971, vid ett sammanträde i Torekov – den framdiskuterade lösningen har kommit att kallas "Torekovskompromissen" och den blev livligt diskuterad redan så snart den hade presenterats.
Grundlagberedningens slutbetänkande presenterades i mars 1972 och innehöll förslag till en ny regeringsform och en ny riksdagsordning. En proposition (1973:90) grundades på slutbetänkandet och efter några små justeringar gjorda i konstitutionsutskottet (1973:26) bifölls förslagen i riksdagens båda kammare. Efter valet 1973 bekräftades det vilande förslaget och den nya regeringsformen kunde träda i kraft den 1 januari 1975.